# Grotta di Macereti
La grotta di Macereti è un antro che si trova ai piedi del monte Cerreto nel comune di San Marcello Piteglio sotto la strada provinciale 18 tra San Marcello Pistoiese e Spignana, nella zona detta appunto di Macereti cioè "delle macerie" dove si accumulavano gli scarti di lavorazione della pietra serena ivi estratta ed elaborata dagli scalpellini. Si pensa infatti che la grotta sia di origine antropica, data dall'attività estrattiva nel ventre della montagna.

## Morfologia e caratteristiche
La grotta è costituita da un enorme macigno di pietra serena poggiato direttamente sul terreno, il cui pertugio d'entrata ha dimensioni di 0,30 x 0,60 metri costituito da due speroni di roccia nuda affiorante e da altre pietre poste a formare una base d'appoggio per una rudimentale porta in legno (andata persa). Si addentra per 6 - 7 metri di profondità nella montagna ed ha una superficie interna di circa 20 metri quadrati. L'interno della grotta è costituito da una pavimentazione rocciosa di Arenaria con la presenza di ghiaie, terreno e grossi sassi. In ogni stagione la temperatura interna della grotta rimane pressoché costante.

## Letteratura

### Niccolò de' Lapi
chiamata Macereti»
(Massimo d'Azeglio, 1841)
Nel romanzo storico di Massimo d'Azeglio Niccolò de' Lapi, ambientato all'epoca dei Medici del XVI secolo, si narra che la figlia di Niccolò, Lisa de' Lapi, trovò rifugio nella grotta di Macereti, ove poi morì e fu sepolta dalla pietà popolare nel camposanto di San Marcello. Prima dell'ultima guerra una targa, messa dal fascismo e posta sopra l'ingresso della grotta, ricordava il fatto.